# Romborama
Romborama è il primo album in studio del produttore italiano The Bloody Beetroots, pubblicato il 25 agosto 2009 dalla Dim Mak Records.

## Tracce
1. "Romborama" (feat. All Leather)
2. "Have Mercy on Us" (feat. Cecile)
3. "Storm"
4. "Awesome" (feat. The Cool Kids)
5. "Cornelius"
6. "It's Better a DJ on Two Turntables"
7. "Talkin' in My Sleep" (feat. Lisa Kekaula)
8. "2nd Streets Have No Name" (feat. Beta Bow)
9. "Butter"
10. "Warp 1.9" (feat. Steve Aoki)
11. "Fucked from the Above 1985"
12. "Theolonius (The Voodoo King)
13. "Yeyo" (feat. Raw Man)
14. "Little Stars" (feat. Vicarious Bliss)
15. "Warp 7.7" (feat. Steve Aoki)
16. "Make Me Blank" (feat. J*Davey)
17. "House N°84"
18. "Mother"
19. "I Love the Bloody Beetroots"
20. "Anacletus"

Tracce bonus nell'edizione digitale
1. Come la (feat. Marracash) – 2:49
2. Little Stars (feat. Vicarious Bliss) (Instrumental) – 2:40